# ميشال سيرو
 ميشال سيرو  (بالفرنسية: Michel Serrault)‏ (ولد في 24 يناير 1928 - 29 يوليو 2007) ممثل فرنسي، كان واحدا من أكثر الممثلين شعبية وموضع تقدير الكثير من المثقفين وعامة الناس، اكتسبها بعد حياة فنية مميزة وطويلة، قدم خلال مساره السينمائي الذي استمر أكثر من نصف قرن أدوارا في نحو 135 فيلما والكثير من الأفلام التلفزيونية وعمل في إدارة بعض كبار المخرجين أمثال كلوزو وشابرول وموكي واوديار وبلييه وزيدي وكاسوفيتز، كما رشح لثلاث جوائز أوسكار وحاز سيرو عن دوره فيه على جائزة سيزار فرنسية وجائزة دوناتيلو إيطالية.

## نشأتها
ميشيل هو ابن روبرت سيرولت، الذي كان في البداية ممثلاً نهارًا ومراقبًا في مسرح أمبيجو كوميك ليلًا، وأديلين فولون. نشأ في "عائلة بسيطة للغاية ذات تقاليد مسيحية"، وأصبح صبي مذبح في كنيسة هذه القرية حيث اكتشف المسرحية في الاحتفال الديني. ويتعامل أيضًا مع الموت أثناء سر المسحة الأخيرة والجنازات الدينية. في أكتوبر 1942 التحق بالمدرسة اللاهوتية الصغرى في كونفلان في شارينتون لو بونت . بعد عامين من الدراسة في المدرسة اللاهوتية التي اتسمت بحياة صارمة، وجه الأب موديستي فان هام، مرشده الروحي نحو مهنة التمثيل معتقدًا أنه "سيخدم الرب بشكل أفضل في هذا المجال".

## وفاته
توفي سيرولت بسبب التهاب الغضروف المتكرر في منزله في إيكويموفيل في 29 يوليو 2007 عن عمر يناهز 79 عامًا. دُفن في مقبرة سانت كاترين في أونفلور ونُقل في عام 2009 إلى مقبرة نويي سور سين بالقرب من زوجته خوانيتا سانت بيرون وابنته كارولين التي توفيت في عام 1977. كان لديه ابنة أخرى، الممثلة ناتالي سيرولت.

## روابط خارجية
- ميشال سيرو على موقع IMDb (الإنجليزية)
- ميشال سيرو على موقع روتن توميتوز (الإنجليزية)
- ميشال سيرو على موقع مونزينجر (الألمانية)
- ميشال سيرو على موقع ألو سيني (الفرنسية)
- ميشال سيرو على موقع ميوزك برينز (الإنجليزية)
- ميشال سيرو على موقع تيرنر كلاسيك موفيز (الإنجليزية)
- ميشال سيرو على موقع أول موفي (الإنجليزية)
- ميشال سيرو على موقع قاعدة بيانات الأفلام السويدية (السويدية)
- ميشال سيرو على موقع إن إن دي بي (الإنجليزية)
- ميشال سيرو على موقع ديسكوغز (الإنجليزية)